# Чемпионат Европы по фигурному катанию 1925
Чемпионат Европы по фигурному катанию 1925 года проходил в Триберге (Германия). Победу одержал Вилли Бёкль.

## Результаты
| Место | Имя               | Страна    |
| ----- | ----------------- | --------- |
| 1     | Вилли Бёкль       | Австрия   |
| 2     | Вернер Риттбергер | Германия  |
| 3     | Отто Прайссеккер  | Австрия   |
| 4     | Георг Гаучи       | Швейцария |
| 5     | Людвиг Вреде      | Австрия   |
| 6     | Пауль Франке      | Германия  |